# La Presa
La Presa est une census-designated place (CDP) située dans le comté de San Diego en Californie.